# جاناتان گلدبرگ
جاناتان گلدبرگ (به انگلیسی: Jonathan Goldberg، ۱۱ ژوئن ۱۹۴۳ – ۹ دسامبر ۲۰۲۲) نظریه‌پرداز ادبی اهل ایالات متحده آمریکا بود که در دانشگاه جانز هاپکینز، ادبیات انگلیسی درس می‌داد. او در فاصله سال‌های ۲۰۰۸ تا ۲۰۱۲، در دانشگاه اموری مطالعاتی دربارهٔ گرایش‌های جنسی انجام داد. آثار او اغلب به ارتباط میان ادبیات جدید اولیه و تفکر مدرن، به ویژه در موضوعات جنسیت، گرایش جنسی و مادیات می‌پردازند. او بی‌ای، ام‌ای و پی‌اچ‌دی خود را از دانشگاه کلمبیا دریافت کرد. گلدبرگ سال ۱۹۸۴ کمک‌هزینه گوگنهایم را دریافت کرد.